# 費雷拉杜澤濟里
39°41′N 8°17′W / 39.683°N 8.283°W
費雷拉杜澤濟里（葡萄牙語：Ferreira do Zêzere），是葡萄牙的城鎮，位於該國中部，由聖塔倫區負責管轄，始建於1222年，面積190.38平方公里，2011年人口为8,619人，人口密度每平方公里45.27人。